# Hadakewa
Hadakewa is een bestuurslaag in het regentschap Lembata van de provincie Oost-Nusa Tenggara, Indonesië. Hadakewa telt 861 inwoners (volkstelling 2010).